# .om
.om je vrhovna internetska domena (country code top-level domain - ccTLD) za Oman. Domenom upravlja Omanski mrežni informacijski centar.

## Vanjske poveznice
- IANA .om whois informacija  Arhivirana inačica izvorne stranice od 21. kolovoza 2008. (Wayback Machine)